# Erã peterê

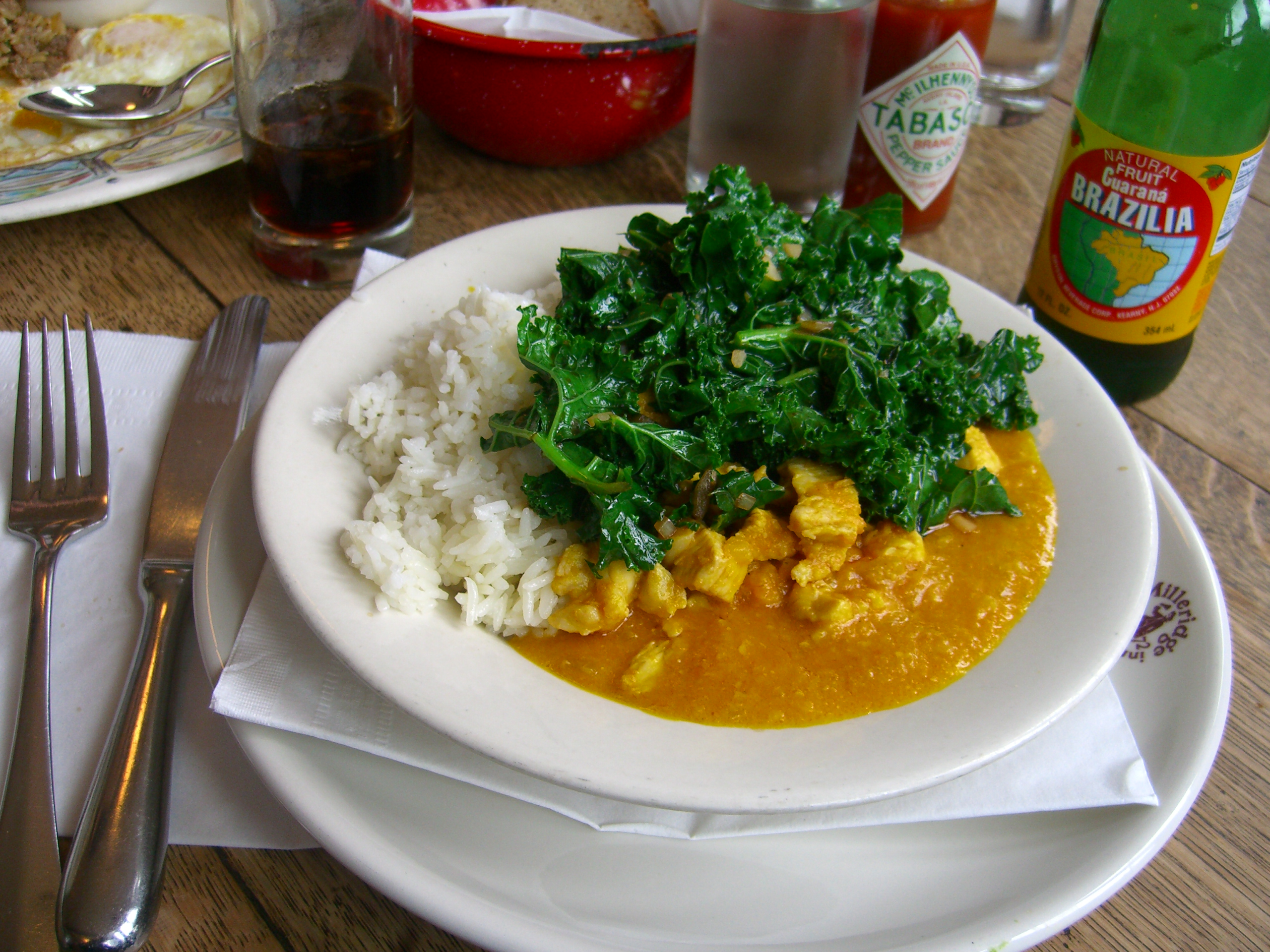
Xinxim de galinha

Erã peterê, eran peterê ou simplesmente peteran, como é comumente chamado pelos adeptos do candomblé, é a comida ritual votiva, pertinente a vários rituais e orixás do candomblé. É preparada com carne fresca (de preferência, oriunda dos rituais de sacrifício) e sal e rapidamente frita no azeite de dendê. Em caso de o orixá ser funfun, deve-se substituir o sal pela cebola e o dendê por azeite doce e oferecido ao orixá regente da obrigação, independente do ixé.
A mesma comida ritual, recheada de camarão defumado e chamada popularmente xinxim ou moqueca de carne, é servida normalmente aos adeptos do candomblé nas festas de barracão, sendo uma comida votiva ao orixá Oxóssi por ter ligação com o eran (carne).

## Etimologia
"Xinxim" é proveniente do termo ioruba xin'xin.